# 吉岡生夫
𠮷岡 生夫（よしおか いくお、1951年4月8日（74歳） - ）は、歌人。「短歌人」同人、現代歌人協会会員、日本文藝家協会会員。徳島県麻植郡川島町（現 吉野川市）生まれ、兵庫県川西市育ち。

## 来歴・概要
川西市立川西中学校、兵庫県立伊丹高等学校、龍谷大学文学部仏教学科を卒業。大学在学中の1970年に「短歌人」入会。大学卒業後、川西市役所入庁。1975年、藤原龍一郎や小池光らと同人誌「十弦」を創刊。1993年、香川ヒサや坪内稔典らと同人誌「鱧と水仙」を創刊。2002年度半どんの会文化賞受賞。1987年から1995年まで「短歌人」編集委員。
近世狂歌を現代の口語短歌の源流として位置づける独自の短歌史理論を展開し、「文語体」と「口語短歌」に替えて「古典語短歌」と「現代語短歌」という呼称を提唱している。歌集のタイトルは全て『草食獣』で統一しており、これは小池光の命名による。いわゆる「草食系男子」という言葉が作り出されるよりも20年以上先んじていた。
2014年からYouTubeチャンネルを設け、狂歌の講義動画を上げている。

## 所論
三十一文字の起点は明治ではない。万葉の長歌に対する短歌、勅撰の漢詩文集の時代を経て漢詩に対する和歌と名称も変化する。その和歌は短歌の全てをカバ－しなかった。狂歌の誕生である。これに日本語の歴史を重ねると古代語を一歩も出なかった和歌に対して近代語を導入した狂歌、ここにこそ現代の古典語短歌と現代語短歌の分岐点を見るのだ。なお、これと関連して第七歌集まで使っていた歴史的仮名遣いだが、第八歌集より現代仮名遣いに改めた。（『軌跡～吉岡生夫短歌論集～』に「五句三十一音詩論」七編および「仮名遣い論」二編がある）

## 著書

### 歌集
- 『草食獣』短歌新聞社、1979年。全国書誌番号:80004883
- 『続・草食獣』短歌新聞社、1983年。全国書誌番号:84058463
- 『勇怯篇　草食獣　そのⅢ』短歌新聞社、1988年。全国書誌番号:88057808
- 『草食獣　第四篇』和泉書院、1992年。ISBN 4870885654
- 『草食獣　第五篇』柊書房、1998年。ISBN 4939005127
- 『セレクション歌人31　𠮷岡生夫集』邑書林、2003年。ISBN 4897094534
- 『草食獣　隠棲篇』青磁社、2005年。ISBN 4901529846
- 『草食獣　第七篇』ブイツーソリューション、2010年。ISBN 978-4902218305
- 『番外歌集 イタダキマスゴチソウサマ一九九五年』ブイツーソリューション、2018年。ISBN 978-4864765503
- 『草食獣　第八篇』ブイツーソリューション、2018年。ISBN 978-4864765732
- 『草食獣・曳杖篇　〜および評論と翻刻〜』ブイツーソリューション、2025年。ISBN 978-4-434-35414-4

### 歌書等
- 『草食獣への手紙』和泉書院、1992年。ISBN 4870885646
- 『辞世の風景』和泉書院、2003年。ISBN 4757601948
- 『あっ、蛍　歌と水辺の風景』六花書林、2006年。ISBN 4903480046
- 『狂歌逍遙　第一巻　狂歌大観を読む』ブイツーソリューション、2010年。ISBN 978-4434142635
- 『ゆたかに生きる　現代語短歌ガイダンス』ブイツーソリューション、2012年。ISBN 978-4434164439
- 『狂歌逍遙　第二巻　近世上方狂歌叢書を読む』ブイツーソリューション、2014年。ISBN 978-4864761949
- 『王道をゆく　ジュニアと五句三十一音詩の世界』ブイツーソリューション、2014年。ISBN 978-4864762496
- 『軌跡～𠮷岡生夫短歌論集～』ブイツーソリューション、2018年。ISBN 978-4864766302
- 『まじない歌の世界〜もしくは幸福論〜』ブイツーソリューション、2019年。ISBN 978-4-86476-744-6
- 『小谷博泰の百首〜ときとして異界〜を読む』ブイツーソリューション、2020年。ISBN 978-4-86476-869-6
- 『私たちのファミリ－ヒストリ－〜𠮷岡正文の50回忌に寄せて～』ブイツーソリューション、2021年。
- 『続 私たちのファミリ－ヒストリ－』ブイツーソリューション、2023年。